# Christiaan Justus Enschedé (jurist)
Christiaan Justus Enschedé (Amsterdam, 29 december 1911 – 's-Gravenhage, 23 juli 2000) was een Nederlands jurist.

## Biografie
Enschedé, telg uit het Haarlemse drukkersgeslacht Enschedé, was de zoon van de Haarlemse archivaris Jan Willem Enschedé (1865-1926) en  Anna Hermanna Modderman (1868-1951). Hij studeerde af in de rechten te Leiden in 1938. Na zijn studie werd hij lid van de staande magistratuur, vanaf 1946 werd hij rechter bij de arrondissementsrechtbank te Rotterdam en tevens raadsheer-plaatsvervanger bij het Bijzonder Gerechtshof. In 1957 werd hij vicepresident van de Rotterdamse rechtbank, in het bijzonder bij de strafkamer. Per 1 oktober 1959 werd hij benoemd tot gewoon hoogleraar Strafrecht en strafvordering aan de Universiteit van Amsterdam; zijn oratie Motivering en motief sprak hij uit op 9 november 1959. Binnen zijn vak en aan de universiteit hield hij zich vooral bezig met het onderwerp straftoemeting. Hij ging in 1971 met emeritaat en in datzelfde jaar werd hij raadsheer in de Hoge Raad. In het academiejaar 1979-1980 bekleedde hij de Cleveringaleerstoel met als opdracht 'Recht, macht en wetenschap'.
Enschedé bekleedde verschillende nevenfuncties. Zo was hij vanaf 1960 voorzitter van de Raad voor de Scheepvaart, betrokken bij het tijdschrift Delikt en delinkwent, voorzitter van de Commissie van Onderzoek naar de achtergronden van de ordeverstoringen en bestuurlijke verwikkelingen in Amsterdam in september 1965 en juni 1966 [over de gebeurtenissen bij Het Lieverdje en bij het huwelijk van Beatrix en Claus: de Commissie-Enschedé], voorzitter van de Raad voor de Journalistiek en lid van de commissie die onderzoek deed naar het oorlogsverleden van de politicus Willem Aantjes (Rapport van de Commissie van Drie in de zaak-Aantjes, 1979) en hij was hij meer dan 20 jaar lid van de Sociaal Wetenschappelijke Raad. Voorts was hij betrokken bij de opleidingen van staande magistraten. Hij mengde zich ook in de maatschappelijke debatten over abortus en euthanasie.
Enschedé trouwde in 1935 met Marjon Verstege (1909) met wie hij drie kinderen kreeg, onder wie mr. Just Enschedé (1947). Prof. mr. Ch.J. Enschedé overleed in 2000 op 88-jarige leeftijd.

### Eigen publicaties
- Motivering en motief. Zwolle, 1959 (inaugurele rede).
- [met A. Mulder] De wettelijke regelen betreffende de straftoemeting in Nederland. Zwolle, 1963, 1967² en 1975³.
- "De beoordeling van de verlenging van de dwangverpleging". Rapport van een enquête, uitgevoerd in opdracht van de Commissie Psychopatenzorg. [Amsterdam, 1964].
- Beginselen van strafrecht. Een syllabus. Deventer, 1969.
- Strafrecht en politiek. Enkele oriënterende beschouwingen. Deventer, 1970.
- De bevoegdheid in het strafproces. Amsterdam, 1970.
- Het O.M. tijdens het voorbereidende onderzoek. Voor-, tussen- en eindbeslissingen omtrent de vervolging. Amsterdam, 1970.
- Over abortus. Amsterdam, 1970.
- Wegenverkeersstrafrecht. Enkele oriënterende gegevens. Amsterdam, 1970.
- Arbeidstuchtrecht strafrechtelijk beschouwd. Amsterdam, 1971.
- Iets over bijzondere delicten in het algemeen, met speciale aandacht voor vermogensdelicten. Amsterdam, 1971.
- Jeugdbescherming en justitie. Schets voor organisatie en structuur. Den Haag, 1971.
- [met H.M.A. Drewes] De deelneming in het commune strafrecht. Amsterdam, 1971, 1975².
- [met  A.H.J. Swart] Internationaal strafrecht. Amsterdam, 1972 en 1975².
- [met Th.W. van Veen] Preadviezen over cassatie in strafzaken, functioneel en organisatorisch beschouwd. Zwolle, 1974.
- [met H.M.A. Drewes] De strafbare poging in het commune strafrecht. Amsterdam, 1971, xx² en 1975³.
- Nederlands recht in kort bestek. Vanaf 4e druk. Deventer, 1976.
- De macht van de rechtswetenschap. Overheidsbeleid en maatschappijwetenschappen. Deventer, 1979.
- Kijk, recht. Over mensen, vrijheid, plichten en rechten. Amsterdam, 1984.
- Over de meervoudigheid van maatschappelijke normstelsels. Enkele rechtstheoretische opmerkingen. Amsterdam, 1984.
- De arts en de dood. Sterven en recht. Opstellen over toekomstig euthanasiebeleid. Deventer, 1985.
- De burger en het recht. Over macht, gezag en democratie. Amsterdam, 1988.
- Een uniform Europees strafrecht? Over grenzen en nationale identiteit. Arnhem, 1990.

### Rapporten als commissievoorzitter
- Slotrapport van de commissie van onderzoek Amsterdam. Onderzoek naar de achtergronden van de ordeverstoringen te Amsterdam september 1965/september 1966. 's-Gravenhage, 1967.
- Rapport van de Senaatscommissie ter voorbereiding van de meningsvorming van de Senaat inzake de toekomstige vormgeving en plaatsbepaling van de Universiteit, ingesteld bij besluit van de Senaat van 20 september 1965. Amsterdam, 1965.
- Rapport van de Commissie Kinderrechtspraak : Commissie, ingesteld bij beschikking van de Minister van Justitie van 10 juni 1964, Hoofdafdeling R. O., nr. 1282 P. 864. Amsterdam/Den Haag, 1968.
- Dienstverlening. Interimrapport van de Commissie alternatieve strafrechtelijke sancties. ['s-Gravenhage, 1978].